# Амерички црни медвед
Амерички црни медвед (лат. Ursus americanus) кога Американци и Канађани зову једноставно само црни медвед, је најраспрострањенији медвед из породице Ursidae, по шумама Северне Америке, укључујући и делове Мексика.

## Изглед
Иако су амерички црни медведи начелно припадници једне врсте, боја им јако варира, чак и међу припадницима истог легла. Често имају беле ознаке на прсима, понекад у облику В. Због тога их се, а то зависи о боји њихова крзна, често назива: циметни, плаво-сиви, плаво-црни глечерасти или бели медвед (они углавном живе на острву Принцеза Ројал у Британској Колумбији). Они смеђе боје су најчешћи у западном делу Северне Америке, па их и зову смеђи медведи – што је нетачно јер је прави смеђи (мрки) медвед (Ursus arctos) пуно већи.
Црни медвед има велик и снажан труп и кратки реп. Одрасли примерци дуги су од 1,5 до 1,8 m и теже 90 до 270 kg. Мужјаци су обично већи од женки, понекад и до 70%. Имају малу главу, са малим заобљеним ушима и снажан врат. За разлику од мачака и паса, ходају табанима, јер имају закривљене канџе које не могу увући.

## Исхрана
Иако је класификован у звери, црни медвед је заправо сваштојед, који у пролеће једе највише биље и стрвине које су угинуле током зиме. Током лета највише једе воће и којекакве бобице, у јесен жир и буквице. Као потпуни опортунист што се тиче хране, црни медвед ће кад нема шта, појести и шишарке, корене, мраве, а и мед од дивљих или домаћих пчела — ако на њега наиђе. Ипак црни медведи су и снажни грабљивци, у неким крајевима често убијају лосовску и јеленску телад током пролећа. Они који живе поред људи, прилагодили су се на њихову близину, па се хране отпацима из канти за смеће. Због тога нису ни ретки контакти са људима (има их сваке године), који понекад завршавају тешким повредама или смрћу, по људе.
Као и сви остали медведи и они спавају током зиме, у неком брлогу, али пре зимског сна, од касног лета до јесени, морају акумулирати велике количине телесне масти. Јер им само она омогућава да преживе дуго раздобље зимског поста, и дочекају пролеће са довољно енергије, кад хране нема још у природи. Код женки је гојазност пре зиме повезана са њеном плодношћу, гојазније женке коте више и веће младунце од мршавијих. Због тог је потрага за храном током лета и јесени толико важна медведима.
Црни медведи не живе у чопору, већ су индивидуалци који нису везани за неку своју територију, већ воле да иду по великом терену у потрази за храном, па се често терени мужјака и женки преклапају. Величина њиховог ревира варира од количине хране коју могу пронаћи у њему, што је терен сиромашнији – ревир им је већи, а уколико је богатији – тад је мањи. Ревири канадских и америчких црних медведа протежу се од око 40 до 200 км² за мужјаке, али су код женки знатно мањи.

## Размножавање
Женке постају полно зреле између 3 до 5 године. Период размножавања траје им од пролећа, а врхунац имају током јуна и јула. Црни медведи су полигамне животиње, па се паре са са бројним партнерима. Женке имају могућност да имплантацију оплођене јајне станице одгоде све до новембра - децембра. Од тад носе младе од 60 до 70 дана, и коте од једног до четири младунца и то у периоду од јануара до фебруара. Новорођени медвједићи рађају се слијепи и безуби са комплетним крзном, уз мајку остају до 16 мјесеци. Женке су скотне просјечно сваке друге или треће године, врло су брижне мајке, спремне погинути за своје младунце, али упркос томе младунце често поједу којоти, вукови или други медвједи, укључујући и властиту врсту. У природи доживе највише до 20 година, али у подручјима близу људи и мање јер страдају од ловаца, криволоваца, ступица или у саобраћајним несрећама.

## Подврсте
- Ursus americanus americanus
- Ursus americanus altifrontalis
- Ursus americanus amblyceps
- Ursus americanus californiensis
- Ursus americanus carlottae
- Ursus americanus cinnamomum
- Ursus americanus emmonsii
- Ursus americanus eremicus
- Ursus americanus floridanus
- Ursus americanus hamiltoni
- Ursus americanus kermodei
- Ursus americanus luteolus
- Ursus americanus machetes
- Ursus americanus perniger
- Ursus americanus pugnax
- Ursus americanus vancouveri

## Спољашне везе
- Црни медвед на порталу Encyclopædia Britannica (језик: енглески)
- Ursus americanus на порталу Smithsonian Institution Архивирано на веб-сајту  (6. март 2016)